# Lesbates caviunas
Lesbates caviunas là một loài bọ cánh cứng trong họ Cerambycidae.